# Philosophie antique
La philosophie antique englobe généralement la philosophie qui a pris naissance en Grèce au VIIe siècle av. J.-C. avec les philosophes présocratiques, et qui s'est développée avec Socrate et Platon, jusqu'à la période hellénistique et romaine. Ce terme est couramment utilisé pour se référer à la tradition philosophique de l'Antiquité gréco-romaine, en excluant celle des autres civilisations.
En considérant la définition précédemment énoncée, les berceaux de la philosophie antique peuvent être identifiés comme étant la Ionie, ainsi que la Grande-Grèce.
Le Dictionnaire des philosophes antiques, dirigé par Richard Goulet, répertorie 2 491 philosophes de l'Antiquité, couvrant une période allant du VIIe siècle av. J.-C. au VIe siècle apr. J.-C. Malgré la diversité de leurs origines linguistiques et géographiques, peu d'informations subsistent sur la plupart d'entre eux. La philosophie antique se distingue également par la diversité de ses courants philosophiques, les principaux étant : le néo-platonisme, le cynisme ou scepticisme, l'épicurisme et le stoïcisme.
La propagation du christianisme à travers l'Empire romain a marqué la transition de la philosophie gréco-romaine vers le début de la philosophie médiévale. Cette nouvelle ère philosophique a été grandement influencée par la redécouverte et la réinterprétation des idées de la philosophie antique, notamment grâce au processus connu sous le nom de « translatio studiorum ».

## En Europe

### Les philosophes présocratiques
Les philosophes présocratiques désignent les premiers penseurs de la Grèce antique qui ont joué un rôle fondateur dans le développement de la philosophie. Leur période d'activité s'étend du milieu du VIIe siècle av. J.-C. jusqu'au IVe siècle av. J.-C. Principalement antérieure à l'époque de Socrate (470-399 av. J.-C.), certains philosophes généralement associés aux présocratiques étaient contemporains de Socrate, notamment les atomistes et certains sophistes.
Liste des écoles communément admises dans cette période philosophique :
- l'École ionienne (à différencier des philosophes milésiens), école comprenant Héraclite, entre autres ;
- l'École mégarique créée par Euclide de Mégare ;
- l'École milésienne, représentée par trois philosophes qui sont Thalès de Milet, Anaximandre et Anaximène. École fondée au VIe siècle avant notre ère ;
- l'École pythagoricienne, créée au VIe siècle avant notre ère par Pythagore qui est aussi un des fondateurs des mathématiques grecques ;
- l'École éléatique, créée au Ve siècle avant notre ère par Xénophane de Colophon, Zénon d'Élée ainsi que Parménide furent associés à cette école ;
- les Atomistes, école fondée par Leucippe et Démocrite ;
- les Sophistes sont principalement des orateurs ; en voici quelques-uns parmi les plus connus :
  - Protagoras (-490/-420), dont il existe un ouvrage de Platon
  - Gorgias (-480/-390), où Platon là encore titra un de ses dialogues de ce nom
  - Antiphon (-480/-411)
  - Prodicos de Céos (-465/-399) est un philosophe présocratique, néanmoins sophiste.
  - Hippias d'Élis (-465/(-396/-390)), lui aussi verra son nom apposé à des dialogues de Platon, un mineur et un majeur ;
  - Thrasymaque (-459/-400).

D'autres personnages sont contemporains des philosophes présocratiques, mais n'appartiennent à aucune école proprement dite, et sont considérés eux aussi comme des philosophes présocratiques :
- Anaxagore de Clazomènes (-499/-428) ;
- Empédocle d'Agrigente (~490-~430) ;
- Périclès (-495/-429) ;
- Damon le Musicien fut le conseiller de Périclès et musicologue, étudiant de ce fait une notion d'importance chez les Grecs, l'harmonie ;

### L'«âge d'or» de la Grèce

#### Les trois philosophes grecs classiques
| Sommaire de la section - Socrate - Platon - L'Académie - Aristote - Le Lycée et l'école péripatétique |

##### Socrate
Socrate (en grec ancien Σωκράτης / Sōkrátēs) est considéré comme le père de la philosophie occidentale parce qu'il a centré sa philosophie uniquement sur l'être humain, se démarquant ainsi des études des penseurs présocratiques sur la nature. Il a également été l'initiateur des méthodes qui resteront celles de la philosophie, en questionnant la définition de certaines notions, et en développant des examens dialectiques.
Né en -470 près d'Athènes d'une mère sage-femme, Phénarète, et d'un père tailleur de pierre, Sophronisque, Socrate a cela d'étonnant qu'il n'a laissé absolument aucun écrit ; Platon, son principal disciple, est le philosophe par qui nous connaissons le mieux son enseignement et ses méthodes. Sur sa vie, cependant, le témoignage le plus fiable se trouve dans les Mémorables de Xénophon, un autre disciple de Socrate.
Un événement l'aurait plongé définitivement dans la philosophie : la visite d'un de ses amis à l'oracle de Delphes. Cet ami ayant demandé à l'oracle qui était le plus sage des hommes, celui-ci répondit que c'était Socrate lui-même, ce qui bouleversa profondément ce dernier et décida de sa « conversion ».
Il fréquentait les sophistes (Hippias, Protagoras…) et discutait souvent avec eux dans le but de démasquer leur pseudo-science. Il prend pour sienne la sentence écrite sur le fronton du temple d'Apollon à Delphes « Connais-toi toi-même » (Γνῶθι σεαυτόν : gnōthi seautón), qu'il ne faut pas comprendre au sens de l'introspection moderne, mais plutôt au sens où il convient de savoir quelle est sa place dans la cité, et aussi dans la nature, en se souvenant que les hommes sont de simples mortels. Sa véritable devise est toutefois la suivante : « Je ne sais qu'une chose, c'est que je ne sais rien » (Ἓν οἶδα ὅτι οὐδὲν οἶδα / Hén oîda hóti oudèn oîda).
La méthode de Socrate peut se résumer en un mot : la maïeutique (de μαιευτικη / maieutikè), ou « art d'accoucher ». Il prétendait en effet que, bien qu'ignorant, il était capable, grâce à sa façon d'interroger, de faire accoucher l'esprit de ses interlocuteurs de connaissances qu'ils portaient déjà en eux sans le savoir. Il nommait cette méthode « maïeutique » pour faire le parallèle avec le métier de sa mère.
Mais Socrate possédait aussi un art de la réfutation (ou elenchos), qui consistait à pousser le point de vue de son interlocuteur aussi loin qu'il était possible, jusqu'à le faire déboucher sur des conséquences contradictoires, qui montraient clairement la fausseté du point de vue de départ. De cette manière, il parvenait à le faire changer de point de vue par l'usage de la raison seule, sans artifice rhétorique.
Socrate disait posséder un démon (δαἰμων / daïmôn), c'est-à-dire une voix intérieure (et non un démon au sens maléfique du mot), une puissance supérieure qui l'empêchait parfois de faire quelque chose qu'il s'apprêtait à faire. Ainsi, on raconte qu'un jour, Aristippe de Cyrène lui envoya vingt mines d'argent, et que Socrate les renvoya sous prétexte que son démon le lui interdisait.

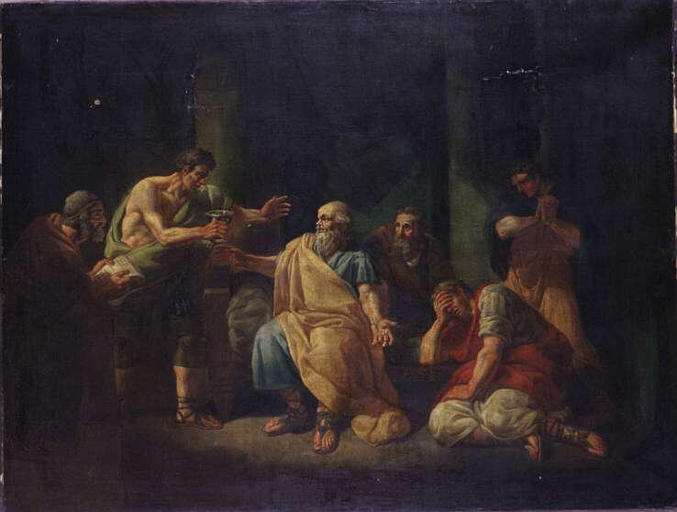
La Mort de Socrate par Watteau, 1780.

En -399, après un procès (raconté dans l’Apologie de Socrate de Platon) où il était accusé de corrompre la jeunesse, de ne pas reconnaître les dieux de la cité et d'en importer de nouveaux (allusion à son daïmôn « démon »), il fut jugé coupable par une majorité de voix et condamné à mort. Il dut pour cela avaler un poison mortel : la ciguë. Socrate aurait refusé, par fidélité et respect envers les lois de la cité, de s'évader de prison à la veille de sa mort sur le conseil d'un ami, bien que se sachant condamné injustement (voir le Criton de Platon). Les dernières heures de Socrate, ainsi que sa mort, sont relatées dans le Phédon de Platon.
Il y affirme croire aux dieux athéniens comme n'y croit aucun de [ses] accusateurs, formule aux interprétations possibles multiples, dont celle de leur existence comme métaphores.
Ses derniers mots auraient été : « Criton, nous devons un coq à Esculape », phrase dont le sens fut interprété de différentes manières. Il est possible que Socrate demande par là à son ami Criton de faire un sacrifice au dieu de la médecine, la mort étant conçue par Socrate comme un remède et une délivrance dans le Phédon de Platon, qui se termine par ces mots.

##### Platon
Platon (en grec ancien Πλάτων / Plátôn) est né à Athènes en -427 et mort dans la même ville en -348. Il est issu d'une famille aristocrate athénienne et commence à écrire des tragédies. Il a deux frères, Adimante et Glaucon, et une sœur, Potone.
En -407, il fait une rencontre décisive en la personne de Socrate, dont il suit les enseignements pendant huit ans (jusqu'à la mort de ce dernier en -399). À la suite de cette rencontre, il reniera tous ses premiers écrits, qu'il jettera au feu.

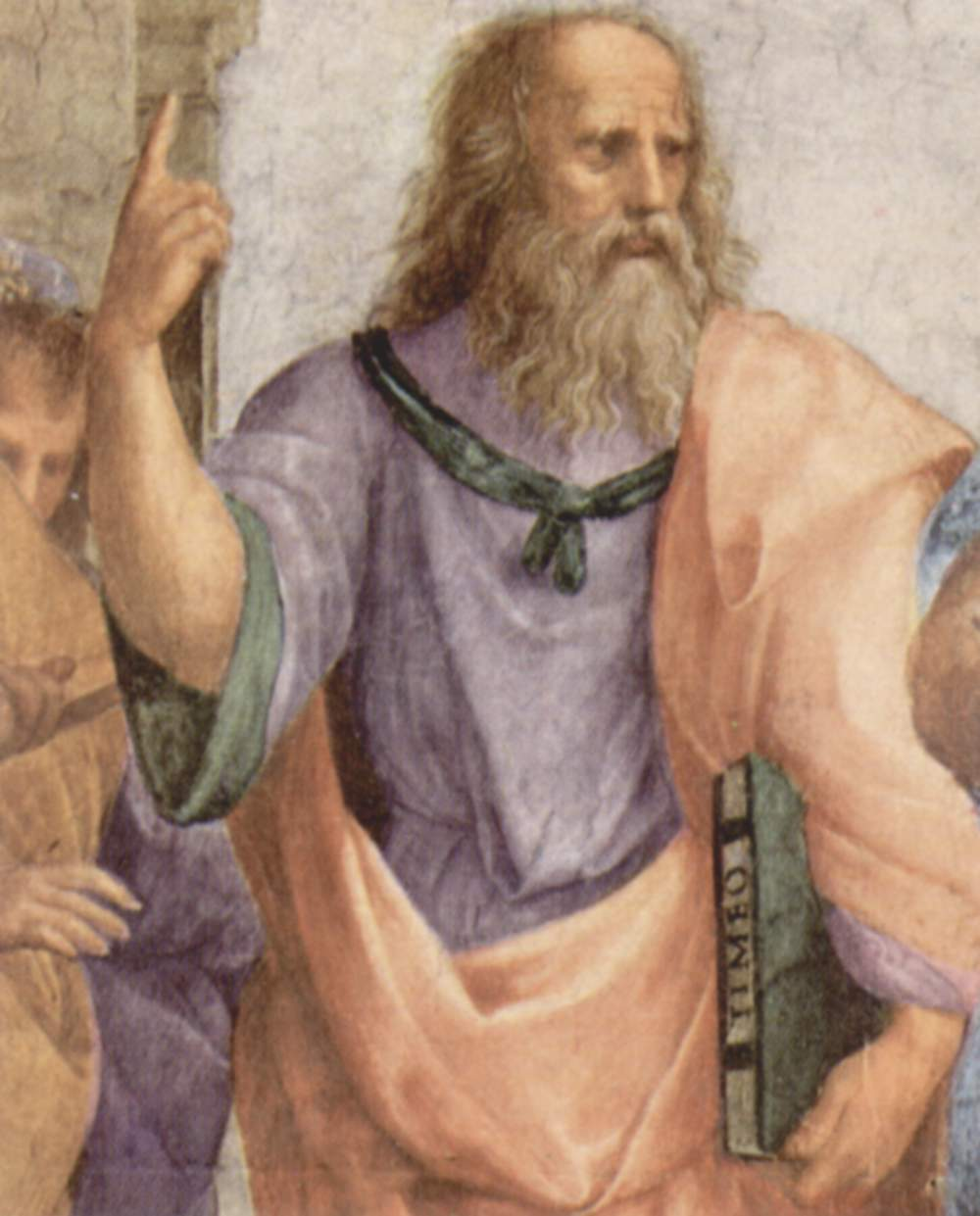
Platon montre le ciel du doigt, pour signifier les Idées (détail d'une fresque de Raphaël).

Il fut tellement malade de la condamnation de Socrate qu'il n'assista pas aux derniers instants de son maître ; néanmoins il retranscrivit cet intense moment dans son dialogue intitulé Phédon.
Après cela, il partit en voyage à Mégare, en Égypte puis en Sicile. Il est reçu à la cour de Denys l'Ancien, tyran de Syracuse qui, jaloux du succès du philosophe auprès de ses convives, le renvoie en Grèce. Obligé de s'arrêter à Égine, en guerre contre Athènes, il est vendu en tant qu'esclave et libéré par le paiement de son affranchissement par Annicéris, un de ses amis.
Il est rappelé en Sicile par Dion de Syracuse, beau-frère de Denys depuis disparu. Platon effectue le voyage, mais débarque en -366 à Syracuse alors que Dion est condamné à l'exil, et que Denys le Jeune prend le titre de tyran. Platon retourne en Grèce après avoir été retenu un an. Il effectuera un troisième voyage, tout aussi infructueux sur le plan des idées du philosophe (il projetait de créer une ville modèle, conforme à ses conceptions).
Socrate est au cœur de la philosophie de Platon, son « esclave conceptuel » ; il est le principal socratique. Les dialogues écrits sont un étalage des personnages célèbres de l'époque et de la mise en scène théâtrale qu'a auparavant exercée le philosophe. Cependant l'auteur a cela de particulier qu'il ne se donne pas de rôle dans ses propres textes ; il est vrai que pour la plupart, il n'en est pas le témoin direct.
La théorie des Idées de Platon est certainement, avec l'allégorie de la caverne, la plus connue des conceptions philosophiques, et probablement la plus utilisée ; si son œuvre a été largement conservée, cela est dû à l'absorption chrétienne de la théorie. Les Idées sont présentes de toute éternité, et ne sont aucunement inventées. Platon croyait à la métempsycose (il fut inspiré sur ce point par les Pythagoriciens), c'est-à-dire à une réincarnation cyclique de l'âme. Le corps n'est qu'un réceptacle temporaire, l'âme est éternelle. À la mort, l'âme se désincarne et s'en va, libre, dans le monde des Idées ; puis elle se réincarne lors de la naissance, dans le monde sensible.
De même, dans La République, Platon ne conçoit pas d'autre personnage plus digne de gouverner une cité qu'un philosophe, puisque celui-ci paraît être le seul à pouvoir contempler les Idées, substances objectives. Il prend pour exemple la civilisation de l'Atlantide, selon lui engloutie depuis 9000 ans et qui utilisait sa conception politique de la cité.
Son plus célèbre disciple puis critique était Aristote, qu'il surnommait « le Liseur ».

###### L'Académie
Platon crée l'Académie en -387, appelée ainsi parce que située à Colone, ville dans la banlieue d'Athènes, et du gymnase d'Académos (en grec ancien Ἀκάδημος / Akádêmos) un héros légendaire. L'école est d'inspiration pythagoricienne, avec des salles et bibliothèques à disposition. Le philosophe y enseignera pendant une vingtaine d'années, avant de se voir remplacé par son neveu Speusippe.
Au fronton de l'école, il était écrit : « Nul n'entre ici s'il n'est géomètre ». En effet, pour Platon, la géométrie (en pure pensée) était un art qu'il fallait maîtriser pour être à ses yeux un philosophe complet. On a surnommé, en hommage, les cinq polyèdres convexes réguliers (tétraèdre, cube, octaèdre, dodécaèdre régulier, icosaèdre) les solides platoniciens.
- Speusippe (en grec ancien Σπεύσιππος / Speúsippos) est le fils de Potoné, sœur de Platon. Il naît en -407 à Athènes et meurt en -339 dans la même ville. Il critique l'hédonisme et est critiqué par Aristote. Il est un platonicien convaincu et orthodoxe, et succède à Platon en tant que scholarque à la tête de l'Académie, de -347 à -339.

- Xénocrate (en grec ancien Ξενοκράτης / Xénokrátês) est né en Chalcédoine en -396 et décédé en -314. Il fut platonicien et scholarque de l'Académie à la suite de Speusippe de -339 jusqu'à sa mort.

- Alcinoos (en grec ancien Ἀλκίνους / Alkínous, philosophe du IIe siècle de notre ère. Il est l'auteur d'une Introduction à la doctrine de Platon[11] (Ἐπιτομὴ τῶν Πλάτωνος δογμάτων / Épitomê tôn Plátônos Dogmátôn). Cet ouvrage contient trente-six chapitres qui couvrent différents sujets tels que l'éthique ou la physique. Il est écrit à la manière ésotérique et typique du Corpus Aristotelicum, et il reprend différents concepts philosophiques de plusieurs écoles, en particulier la péripatétique ainsi que la stoïque.

##### Aristote
Aristote (en grec ancien Ἀριστοτέλης / Aristotélês) est né en -384 à Stagire (d'où son surnom de « Stagirite ») en Macédoine, et mourut à Chalcis, en Eubée, en -322. Tout ce que nous savons de sa vie nous provient d'auteurs tiers et sensiblement éloignés dans le temps (Denys d'Halicarnasse, Diogène Laërce…) ; c'est pourquoi elle n'est connue que dans les grandes lignes.

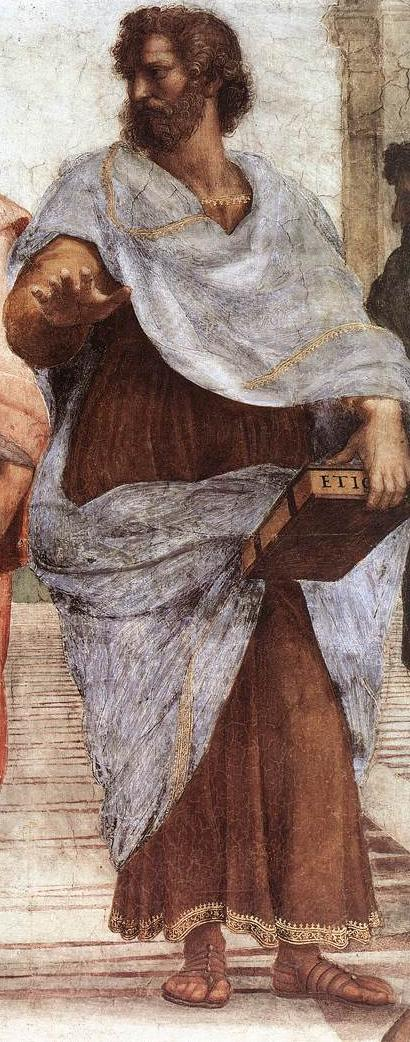
Aristote ouvre sa main vers la terre ; cela fait référence à l'observation, dogme de sa philosophie (détail d'une fresque de Raphaël).

Son père Nicomaque était le médecin d'Amyntas III de Macédoine ; sa mère, sage-femme. Vers l'âge de dix-huit ans, il se dirige vers Athènes, où il entre à l'Académie de Platon. Se faisant remarquer par son intelligence, il en vient à dispenser des cours avec l'autorisation de son maître. Mais bientôt, il s'aperçoit que les idées de Platon ne sont pas les siennes, et rompt avec l'enseignement reçu à l'Académie. Aristote n'avait foi qu'en sa capacité à tout collecter et à tout apprendre, d'où le remarquable éclectisme du philosophe ; à l'opposé, Platon ne voyait pas d'un bon œil le savoir encyclopédique, il avait tendance à croire vaine la tentative de rassembler tous les savoirs, et à penser que les Idées étaient les seules connaissances qui comptaient. Aristote deviendra son meilleur critique.
Il reste à Athènes jusqu'à la mort de Platon, en -348. De là, il rejoint un ancien condisciple, le roi Hermias, à Assos en Éolide. Il y commence des études de botanique ; à la même époque, il épouse la fille adoptive ou nièce d'Hermias, Pythias.
À la mort d'Hermias, il rentre en Macédoine et devient le précepteur d'Alexandre le Grand (petit-fils d'Amyntas III). À la cour de Pella, il se lie avec de nombreuses personnes ; devenu veuf, il se remarie avec Herpyllis, qui lui donnera un fils prénommé Nicomaque.
En revenant à Athènes, peu satisfait de Xénocrate, successeur de Speusippe en tant que scholarque de l'Académie, Aristote décide de créer l'école péripatétique, qu'il fonde près du Lycée en -335.
Lorsque Alexandre le Grand meurt à Babylone en -323, Aristote craint pour sa vie et fuit Athènes, se retire dans une île afin d'« épargner aux Athéniens un second attentat à la philosophie ». Il meurt l'année suivante.
Des œuvres d'Aristote, il ne nous en est parvenu qu'une cinquantaine sur les 400 qu'il aurait rédigées. Il s'est intéressé à tout ce qu'il pouvait étudier, et l'on peut diviser sa philosophie en trois parties : la philosophie théorétique, la philosophie pratique et la philosophie poïétique. La partie théorétique (c'est-à-dire « qui a pour objet la recherche désintéressée du savoir et de la vérité ») se divise à son tour en physique, mathématique et théologie ; la philosophie pratique en économique, éthique, politique et rhétorique ; la poïétique comprend toutes les activités qui produisent une œuvre.

###### Le Lycée et l'école péripatétique
Le Lycée (en grec ancien Λύκειον / Lukeion) était un gymnase d'Athènes où Socrate puis plus tard Aristote avaient l'habitude d'enseigner. Le bâtiment était situé près du temple d'Apollon lycien, d'où son nom.
L'école péripatétique voit le jour en -335. Les péripatéticiens sont les autres noms des aristotéliciens. En grec ancien, le mot περιπατητικός / peripatetikós signifie « qui aime se promener en discutant ». C'était en effet, une des habitudes d'Aristote que de professer en marchant.
Aristote est le premier à constituer une bibliothèque privée. Il y rassemble ce qu'il peut : manuscrits, tableaux, cartes. Il conserve également des spécimens de la faune et de la flore ; précepteur d'Alexandre le Grand, il se vit lors des conquêtes de ce dernier ramener des échantillons d'espèces inconnues en Grèce. Ce goût pour l'histoire naturelle est totalement nouveau, et caractérise particulièrement bien la philosophie encyclopédique de l'homme.
Il fut aussi le premier à rassembler par écrit les constitutions des cités grecques.
- Théophraste (en grec ancien Θεόφραστος / Theόphrastos) surnommé ainsi par Aristote (ce qui signifie « divin parleur ») est né vers -372 à Lesbos et décédé en -327 à Athènes. Sa spécialité est les sciences naturelles, et plus spécialement la botanique, sujet de deux ouvrages, Histoire des plantes (Περὶ Φυτῶν Ιστορίας / Peri Phutôn Istorías) et Causes des plantes (Περὶ Φυτῶν αἰτιῶν / Peri Phutôn aïtiôn). Il est également l'auteur d'un traité Sur les pierres (Περὶ Λίθων / Peri Líthôn) et de Caractères (Ἠθικοὶ Χαρακτῆρες / Hêtikoí Kharaktêres) dont s'inspire, plusieurs siècles plus tard, Jean de La Bruyère. Aristote en fait son successeur à la tête du Lycée. À ce poste, il a plus de deux mille élèves, si l'on suit la tradition rapportée par le poète Ménandre son contemporain.

- Straton (Στράτων) voit le jour vers -340 à Lampsaque et meurt à Athènes vers -268. Dès son époque il fut appelé « le Physicien » en raison de son goût de l'étude de la Nature[15]. Il est le successeur de Théophraste à la tête du Lycée de -288 jusqu'à sa mort.

- Alexandre est né à Aphrodisie en Carie au cours du IIIe siècle de notre ère. Il a enseigné dans la ville d'Alexandrie au temps de Septime Sévère. Il fut surnommé le « second Aristote » du fait des nombreux et importants commentaires qu'il laissa en marge des textes du philosophe.

#### Les courants philosophiques antiques

##### Les écoles socratiques
De manière habituelle et non sans dénigrement implicite, les écoles socratiques se divisent en « petits socratiques » et « grands socratiques » (Platon et Aristote). Les écoles des « petits socratiques » sont les suivantes :
- le cynisme reprend l'idéal moral de Socrate ;
- le cyrénaïsme reprend son sens pratique ;
- l'École mégarique sa dialectique ;
- l'École d'Élis ou d'Erétrie est considérée comme l'école la plus fidèle à l'enseignement de Socrate.

Des quatre écoles socratiques qui apparaîtront, c'est le mouvement cynique qui durera le plus longtemps. Cependant, toutes préparent les mouvements philosophiques de l'époque hellénistique.
- Xénophon (-425/-350), disciple direct et biographe de Socrate, n'a pas fondé d'école.

###### Le cynisme
Le cynisme, mouvement philosophique fondé par Antisthène mais dont le membre le plus représentatif est Diogène de Sinope, fut nommé ainsi pour plusieurs raisons. Le terme cynique (Κυνικοί / Kynikoí) dérive du grec ancien κύων, κυνός / kyôn, kynós, « chien » ; chien parce que :
- le caractère du chien, plutôt errant, sauvage que domestique, correspond à celui du cynique ;
- les cyniques se réunissaient dans un gymnase appelé le Cynosarge (Κυνόσαργες / Kynósarges, littéralement « chien agile ») ;
- ils se réunissaient également dans un cimetière pour chiens dans la banlieue d'Athènes.

Il faut comprendre le mouvement cynique comme une attaque contre la domination platonicienne de l'époque. Par exemple, Antisthène, dans une moquerie envers la théorie des Idées, dit qu'il voit bien passer un cheval, mais qu'il ne voit pas la « chevalinité ». Antisthène pointe l'apparente absurdité de la pensée platonicienne ; le cheval est bien présent, réel, mais il n'est pas possible de regarder l'Idée de cheval.
D'autre part, puisqu'ils se comportaient en chiens, ils n'avaient aucune gêne à manger, déféquer, copuler, se masturber en public. Ils dormaient à même le sol, allaient nu-pieds, vivaient vêtus de loques ; il faut aller au-delà de ces faits, c'est-à-dire que pour un cynique, forniquer en place publique doit se faire le plus naturellement du monde, en se moquant des conventions. Cela constituait un outrage aux yeux des Athéniens, mais pour le cynique, un homme est un homme, avant toute autre considération.
L'auto-suffisance est le point central de la doctrine cynique. De plus, le seul lien qui les unissait réellement, mis à part leur enseignement, était celui de l'amitié.
- Antisthène

Antisthène, en grec ancien Ἀντισθένης / Antisthénês, est né à Athènes vers -444 et décédé en -365 dans la même ville. Surnommé « le vrai chien », il est le fondateur de l'école philosophique du cynisme. Étant né d'une mère thrace, il ne peut obtenir la citoyenneté athénienne.
Élève de Gorgias puis de Socrate, il s'installe dans le Cynosarge à la mort du maître (auquel il assiste) ; son école accepte les demi citoyens, certainement en rapport avec sa propre condition. De son œuvre il n'en reste que quelques fragments tirés de son ouvrage Héraclès ; en effet les cyniques avaient pour modèle le demi-dieu.
- Diogène de Sinope

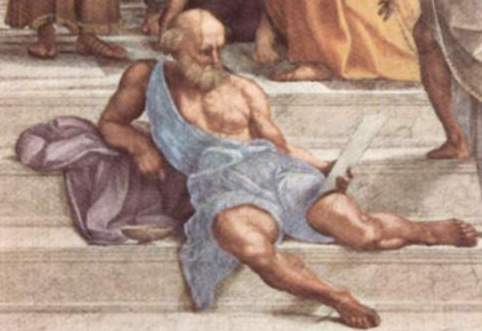
Diogène sur les marches de l'école d'Athènes (détail d'une fresque de Raphaël).

Diogène, en grec ancien Διογένης / Diogénês, est né à Sinope en -413 et mort à Corinthe en -327, le même jour qu'Alexandre le Grand. Il devint le disciple d'Antisthène à force de persuasion et de coups de bâton sur le crâne. Il est certainement le plus emblématique représentant de l'école cynique, au vu des nombreuses anecdotes que l'on connaît aujourd'hui. Sa philosophie doit être traduite à travers ces anecdotes.
Il vécut dans une jarre (pithos) de vin ou d'huile, vêtu chichement ; il mourut en luttant avec des chiens pour un morceau de poulpe cru.
Dans la même veine que le cheval et la « chevalinité » d'Antisthène afin de dénoncer les Idées platoniciennes, Diogène parcourut un jour les rues d'Athènes, portant une lanterne et criant « Je cherche l'homme ! ». L'homme, au sens des Idées, ne peut être trouvé, d'où la raillerie évidente de Diogène à déambuler de la sorte.
Une peinture de Nicolas Poussin le représente jetant son écuelle, soudain honteux d'un tel luxe, alors qu'il aperçoit un jeune homme buvant à la source à l'aide de ses mains.
- Cratès de Thèbes

Cratès (Κράτης) de Thèbes (Grèce) fut le plus ardent disciple de Diogène. Né entre -368/-365, mort entre -288/-285, il se maria à Hipparchia, la jugeant digne des préceptes cyniques. Il avait l'habitude de rentrer chez autrui sans prévenir, ce qui lui valut le surnom de θυρεπανοίκτης / thyrepanoíktès, pour enseigner l'art de la vertu et de l'ascétisme. Aucun écrit de Cratès n'est à ce jour conservé ; c'est un personnage important dans la mesure où il fait le lien entre le cynisme et le stoïcisme, étant le maître de Zénon de Kition.
- Hipparchia

Hipparchia (Ἱππαρχία) naquit en -350 à Maronée, en Thrace. Elle fut l'épouse de Cratès de Thèbes et fut aussi une philosophe cynique, n'hésitant pas à faire l'amour aux yeux de tous, par exemple ; une des rares femmes philosophes de l'Antiquité, jurant ainsi avec l'image de la femme que se font Platon et Aristote. L'année de la mort d'Hipparchia est inconnue.

###### Le cyrénaïsme
Le cyrénaïsme, école fondée par Aristippe de Cyrène, a pour doctrine l'hédonisme (ἡδονισμός / hēdonismos, de ἡδονή / hēdonē, « plaisir » avec le suffixe -ισμός / -ismós, « -isme »). L'hédonisme est une morale du plaisir.
La philosophie cyrénaïque est proche de l'épicurisme, à la nuance près que le plaisir s'expérimentait dans le mouvement, dans la dynamique, s'éloignant quelque peu du plaisir ressenti dans l'ascèse épicurienne, davantage statique. Par contre, cette philosophie tranche radicalement avec le concept des Idées de Platon.
- Aristippe de Cyrène

Aristippe (en grec ancien Ἀρίστιππος / Aristippos) de Cyrène, né en -435, décédé en -356 était un disciple de Socrate. Surnommé le « chien royal » par Diogène de Sinope, il fut tout d'abord considéré comme un sophiste puisqu'il demandait à être payé pour dispenser des cours. À l'instar de Platon, Aristippe s'en fut en voyage à Syracuse pour enseigner la philosophie au tyran Denys le Jeune.
Il définissait le but et la fin de la vie comme « un mouvement doux accompagné de sensation », ce qui est le propre du plaisir lié à l'hédonisme. Il le mit en pratique, puisqu'il était un assidu des maisons closes, en particulier d'une courtisane, nommée Laïs, au point qu'il en venait à quémander de l'argent aux puissants afin de continuer de se satisfaire.
Sa fille Arété reprend à sa suite l'école cyrénaïque.
- Hégésias

Hégésias de Cyrène (Ἡγησίας / Hêgêsías), né à Cyrène, vécut aux alentours du IIIe siècle avant notre ère, et fut le disciple d'Antipatros de Cyrène, lui-même élève d'Aristippe. Il est dans la droite lignée de son maître sur la doctrine cyrénaïque hédoniste, en considérant le plaisir comme le but de la vie de chaque homme. De même, Hégésias professait le suicide à ses élèves, d'où son surnom de Peisithanatos (« celui qui pousse à la mort »).

###### L'école d'Élis
On sait peu de choses sur l'école d'Élis, sinon qu'elle finit par s'appeler école d'Érétrie par l’intermédiaire de Ménédème. Cette école disparut après lui, et il n'en resta que quelques traces. Elle fut la plus fidèle aux enseignements délivrés par Socrate.
Phédon d'Élis, né à Élis au cours du Ve siècle avant notre ère, devint un disciple de Socrate quand celui-ci le délivra de l'esclavage dû à la guerre entre Élis et Sparte ; sa beauté l'avait conduit à « travailler » dans un lupanar. Platon nomme un de ses dialogues de son nom, le Phédon, celui évoquant la mort de Socrate. Il lui est attribué deux ouvrages : Zopyros et Simon.
Ménédème d'Érétrie, sur l'île d'Eubée, né en -350 et disparu entre -278 et -275, fut d'abord un disciple de Stilpon de Mégare, avant de devenir celui de Phédon d'Élis. Il transféra l'école d'Élis à Érétrie, en lui faisant changer de nom.

###### L'école mégarique
L'école mégarique fut créée par Euclide de Mégare au cours du Ve siècle avant notre ère. Il ne nous reste rien de cette école philosophique, néanmoins elle a joué un rôle prépondérant dans le développement de la logique et de la métaphysique occidentales.
Les philosophes mégariques usent de sophismes et de paradoxes pour argumenter leur point de vue. Le plus fameux sophisme est probablement celui dit « du menteur », :
« Si tu dis que tu mens et que tu dises vrai, tu mens.

Or tu dis que tu mens et que tu dis vrai.

Donc tu mens. »
Ce paradoxe aurait été créé par Eubulide de Milet, auteur d'autres sophismes.
Ils étudièrent beaucoup la logique en donnant la préférence à la dialectique, ce qui leur valut le surnom d'Éristiciens (Ἔρις : discorde : disputeurs), mais aussi de Dialecticiens.
- Euclide de Mégare (Εὐκλείδης / Eukleídês) est né à Mégare (à ne pas confondre avec Euclide d'Alexandrie, le mathématicien) vers -450 et a disparu aux alentours de -380. Tout d'abord élève de l'école socratique, il fonde la sienne, l'école mégarique ; il fait partie des individus ayant été présents lors de la mort de Socrate. Sa philosophie s'inspire du socratisme et des enseignements de l'école éléatique.
- Eubulide (Εὐβουλίδης / Euboulídês) est né à Milet vers -360 ; il est surtout connu pour être un dialecticien redoutable, créateur de syllogismes, dont celui du sorite[21].
- Stilpon de Mégare (Στίλπων / Stùilpôn) né vers -360, mort vers -280, popularisa l'art de la joute oratoire. Il eut pour élève Diodore Cronos ainsi que Zénon de Kition, fondateur de l'école stoïcienne.
- Diodore Cronos (Διόδωρος Κρόνος / Diódôros Krónos) vécut au IVe siècle avant notre ère et serait mort en -296. Philosophe rompu à la dialectique, son surnom de Cronos proviendrait d'une joute verbale avec Stilpon auquel il n'aurait pu répondre tout de suite ; le roi Ptolémée Sôter le raillant pour sa lenteur l'aurait affublé de ce surnom. Ne supportant pas l'affront, il se serait suicidé[22].

##### Les écoles de la période hellénistique

###### Le stoïcisme
L'école stoïcienne fut créée par Zénon de Kition au IVe siècle avant notre ère. Son nom est dérivé de Stoa Poïkile (ποικίλη στοά, et Στωϊκοί / Stôïkoí pour Stoïciens) parce que l'école se situait près du portique Pécile, dans l'Agora d'Athènes. Elle est aussi nommée l'école du Portique.
C'est une philosophie rationaliste qui se rattache notamment à Héraclite (idée d'un logos universel) et au cynisme (Zénon de Kition fut élève de Cratès de Thèbes) ; il reprend certains aspects de la pensée d'Aristote. On peut résumer cette doctrine à l'idée qu'il faut vivre en accord avec la nature et la raison pour atteindre la sagesse et le bonheur.
La philosophie stoïcienne est un tout cohérent : c'est une philosophie de la totalité qui se veut consciemment systématique, ce qui est l'un des traits caractéristiques des systèmes de pensées antique. Cette doctrine procède à des divisions du discours philosophique (logique, physique, éthique), divisions qui servent à l'exposé de la doctrine, et à son enseignement. Comme les autres philosophes hellénistiques, les Stoïciens considèrent que la fin de la philosophie est éthique : pour eux, il faut « vivre en accord avec la nature ».
Trois périodes stoïciennes se dégagent au fil de l'histoire : il y a tout d'abord le stoïcisme ancien, c'est-à-dire celui du temps des fondateurs ; le stoïcisme moyen ; enfin, le stoïcisme impérial ou latin. L'école stoïque perdurera jusqu'au VIe siècle de notre ère, jusqu'à la fermeture des écoles d'Athènes par Justinien Ier, empereur de Byzance.
Le stoïcisme ancien

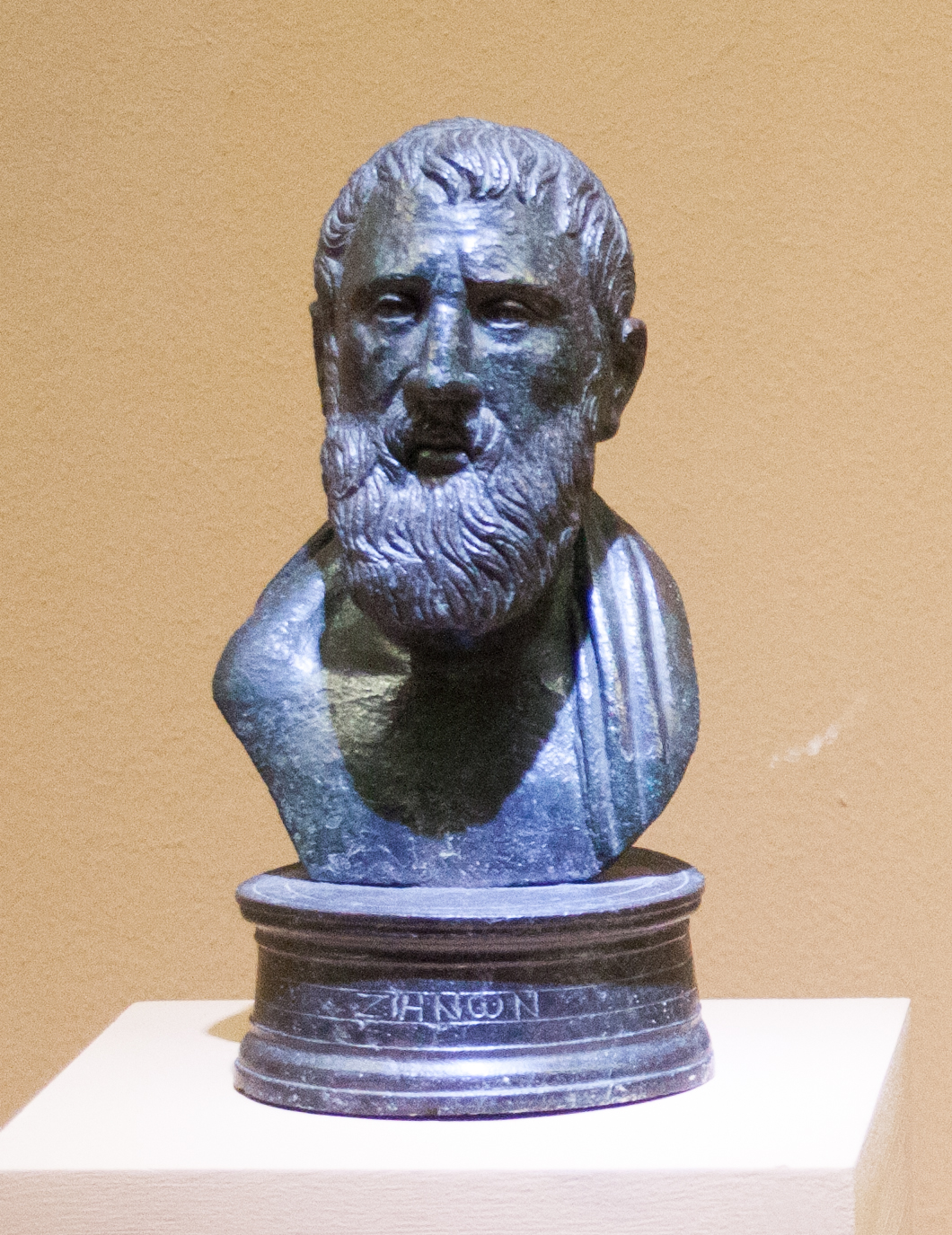
Zénon de Kition, bibliothèque d'Herculanum, Ier s.

Zénon (Ζήνων / Zenôn) est né à Kition, dans l'île de Chypre aux environs de -335, et décédé à Athènes aux alentours de -262. De constitution plutôt frêle, il se voyait rapporter des ouvrages de philosophie par son père, riche marchand. Après avoir été influencé par différentes écoles philosophiques (le cynisme, l'école mégarique, Héraclite), il choisit de fonder la sienne propre. Il décide de mettre fin à ses jours après un accident.
Aucun écrit de Zénon de Kition ne nous est parvenu, néanmoins Diogène Laërce donne une liste d'ouvrages qu'il aurait rédigés.
Cléanthe (Κλεάνθης / Kleánthês) voit le jour à Assos en Troade en -330, et meurt en -232. Il succède à Zénon de Kition à la tête de l'école stoïcienne. Il était lutteur avant de venir à Athènes suivre les cours de Zénon, étant porteur d'eau pour subvenir à ses moyens. De son œuvre, il ne reste que quelques fragments ainsi qu’un Hymne à Zeus.
Chrysippe de Soles (Χρύσιππος ὁ Σολεύς / Khrýsippos ô Soleús) est né à Soles, en Cilicie, vers -280, et meurt en l'année -208, peut-être mort d'un fou rire. Homme arrogant, il aurait été d'une grande influence sur le mouvement stoïcien parce que vivant réellement comme un homme stoïque. De plus, il aurait composé pas moins de 705 ouvrages, ce qui en fait l'un des auteurs les plus prolifiques de l'Antiquité.
Le stoïcisme moyen
Posidonios (Ποσειδώνιος / Poseidonios) d'Apamée (ὁ Απαμεύς / ô Apameús) ou de Rhodes (ὁ Ρόδιος / ô Rhódios) est né en -135 à Apamée et décédé à Rome en -51. De passage à Athènes, il devint ami et disciple de Panétios de Rhodes, alors chef de l'école stoïcienne. En -95, il fonde une école stoïcienne à Rhodes, d'une telle réputation qu'elle accueille des élèves comme Cicéron et Pompée. Il est l'auteur de plusieurs traités sur les dieux, sur l’âme, des traités de physique et de météorologie. C’est un savant complet : scientifique, il se passionne pour la mesure (longueur du méridien, hauteur de l’atmosphère, distance des astres) et émet l’hypothèse que les marées sont liées à l’attraction lunaire.
Le stoïcisme impérial

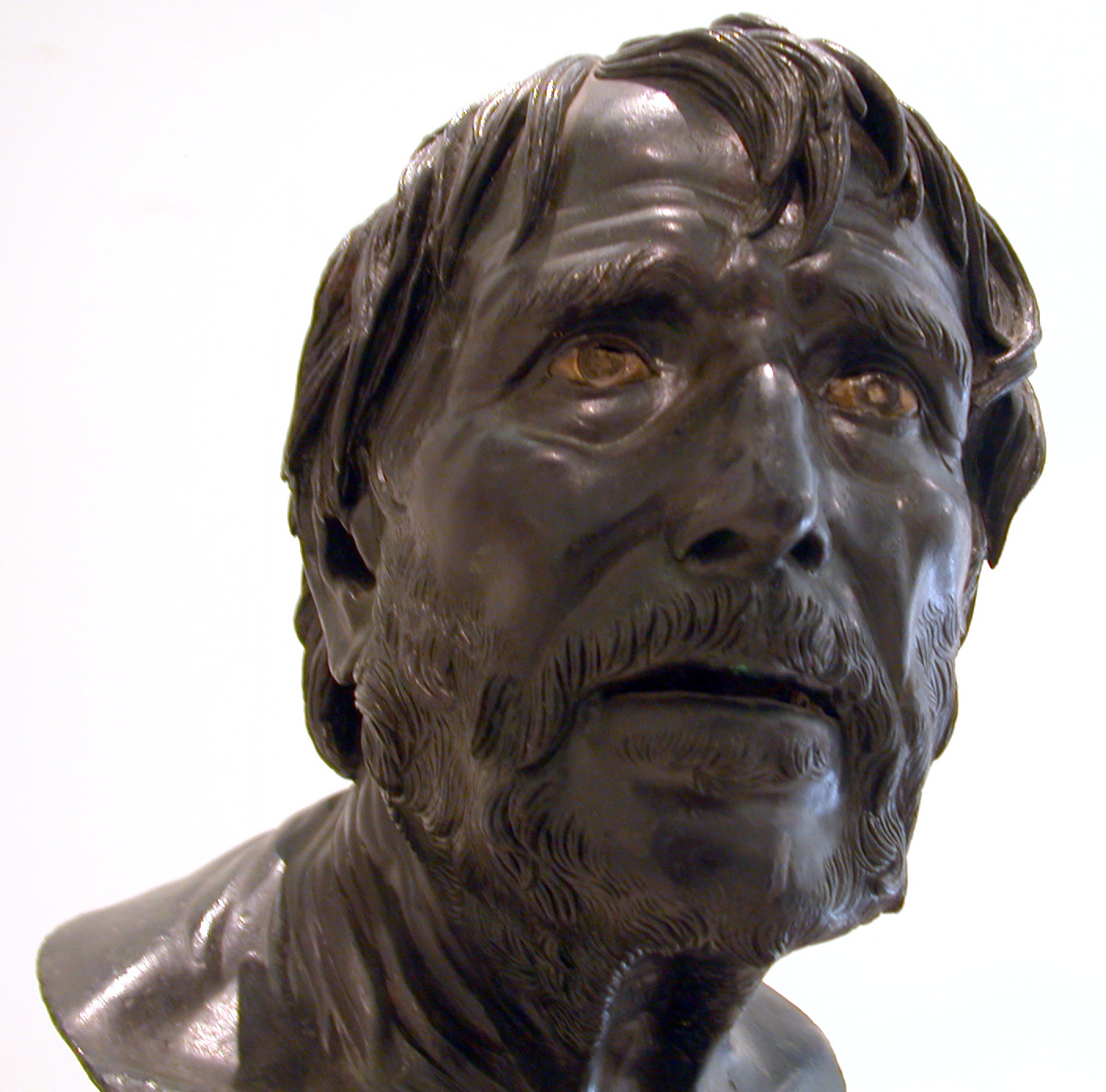
Sénèque, ancien bronze romain, Musée archéologique national de Naples, Italie.

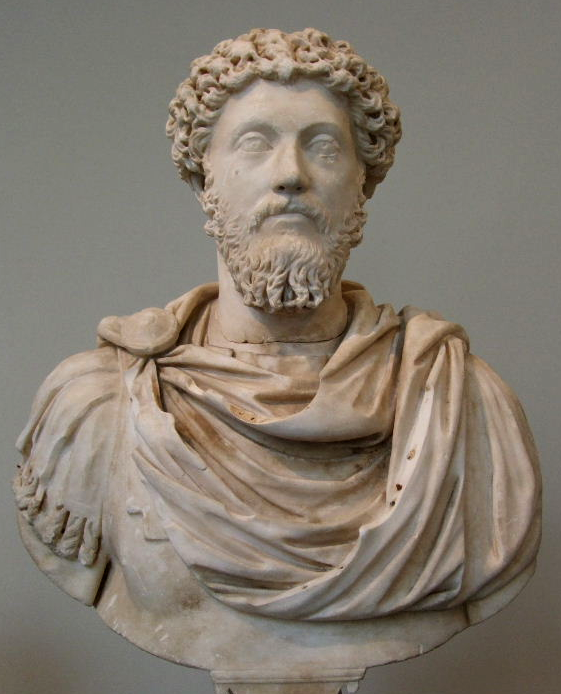
Buste de Marc Aurèle, Metropolitan Museum of Art, New York.

Sénèque (en latin Lucius Annaeus Seneca) dit le Jeune, voit le jour en -4 à Cordoue en Andalousie (alors Corduba en Bétique), et meurt en 65 en s'ouvrant les veines sur injonction de l'empereur Néron, dont il fut le précepteur.
Sénèque est le représentant le plus complet de la philosophie stoïcienne ; bien que parfois il ne soit pas tout à fait précis dans ses propos, c'est parce qu'il a une tendance à s'émanciper de l'enseignement originel. Il est l'auteur de consolations, de dialogues (dont Sur la vie heureuse et De la brièveté de la vie), de lettres (Lettres à Lucilius) et de tragédies.
Épictète (Ἐπίκτητος / Epíktêtos) né à Hiérapolis en Phrygie en 50, mort à Nicopolis en Épire vers 125. Son surnom de Boiteux lui vient de son maître (il fut au préalable esclave) qui, un jour de grande colère, frappait la jambe d'Épictète à coups de bâton, au point qu'il en vint à la casser. Épictète, qui n'avait pas bronché, lui demanda alors : « Comment pourrais-je travailler pour toi à présent ? »
Affranchi dans des conditions inconnues, il assiste aux cours de Musonius Rufus, philosophe stoïcien. Après avoir fui Rome à la suite d'un édit de Domitien contre les Stoïciens (pour cause de trop grande influence sur les opposants au régime), il fonde une école à Nicopolis d'Épire qui obtient un grand succès.
Il n'a laissé aucun écrit, cependant son disciple Arrien a recueilli ses propos qu'il a ensuite regroupés en deux ouvrages Les entretiens anciens (διατριβαί / diatribaί) et Le Manuel (Enchiridion) qui exposent en partie sa doctrine, le second ouvrage reprenant les passages les plus marquants des Entretiens.
Marc Aurèle, né en 121 et décédé en 180, était empereur romain ainsi que philosophe stoïcien. Marcus Annius Verus (initialement Marcus Catilius Severus) prit, après son adoption par l'empereur Antonin le Pieux, le nom de Marcus Ælius Aurelius Verus. En tant qu'empereur, il se faisait appeler Caesar Marcus Aurelius Antoninus Augustus et régna de 161 à sa mort.
Sa position lui permet étant jeune d'avoir une excellente éducation, dont le petit-fils de Plutarque, Sextus de Chéronée, en tant que maître de littérature grecque. C'est pourquoi il étudia Zénon de Kition, Épictète et Sénèque, qu'il assimila et dépassa dans ce qu'il concevait comme un « stoïcisme abouti ». Son apport au stoïcisme se retrouve dans ses mémoires Pensées à moi-même.

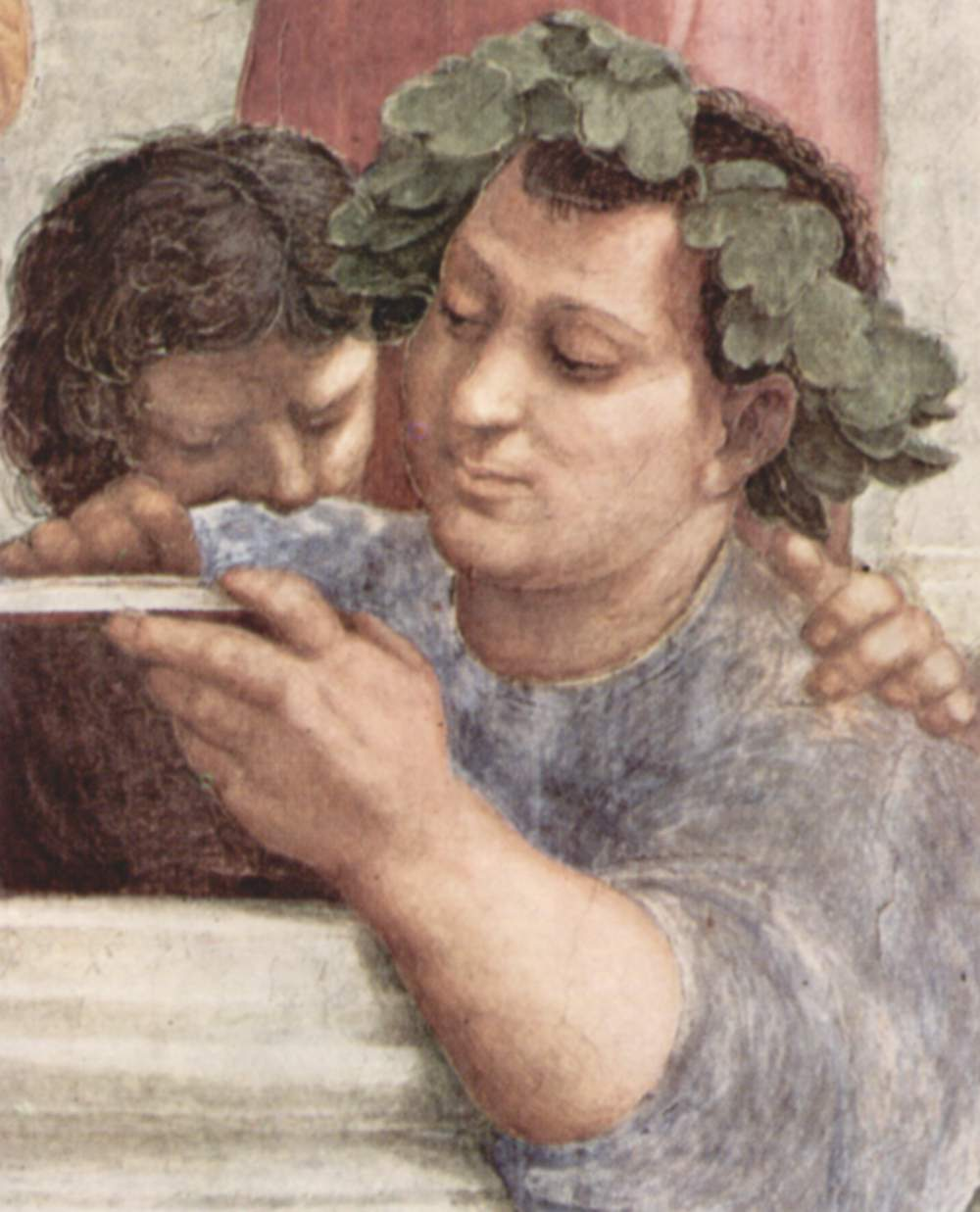
Épicure, détail d'une fresque de Raphaël.

###### Le Jardin d'Épicure
Épicure (-341/-270) fondateur de l'École du Jardin et d'une philosophie du bonheur de l'individu (mal interprétée plus tard) reposant sur les plaisirs simples et fondamentaux de la vie.
Sa pensée nous est connue surtout par le biais des poèmes de Lucrèce
Métrodore de Chios (IVe siècle av. J.-C.) aurait rencontré Épicure à Lampsaque.
Métrodore de Lampsaque, le jeune (-331/–278) a commenté les œuvres d'Épicure.
Lucrèce (-94/-55), auteur du De rerum natura

###### Le scepticisme

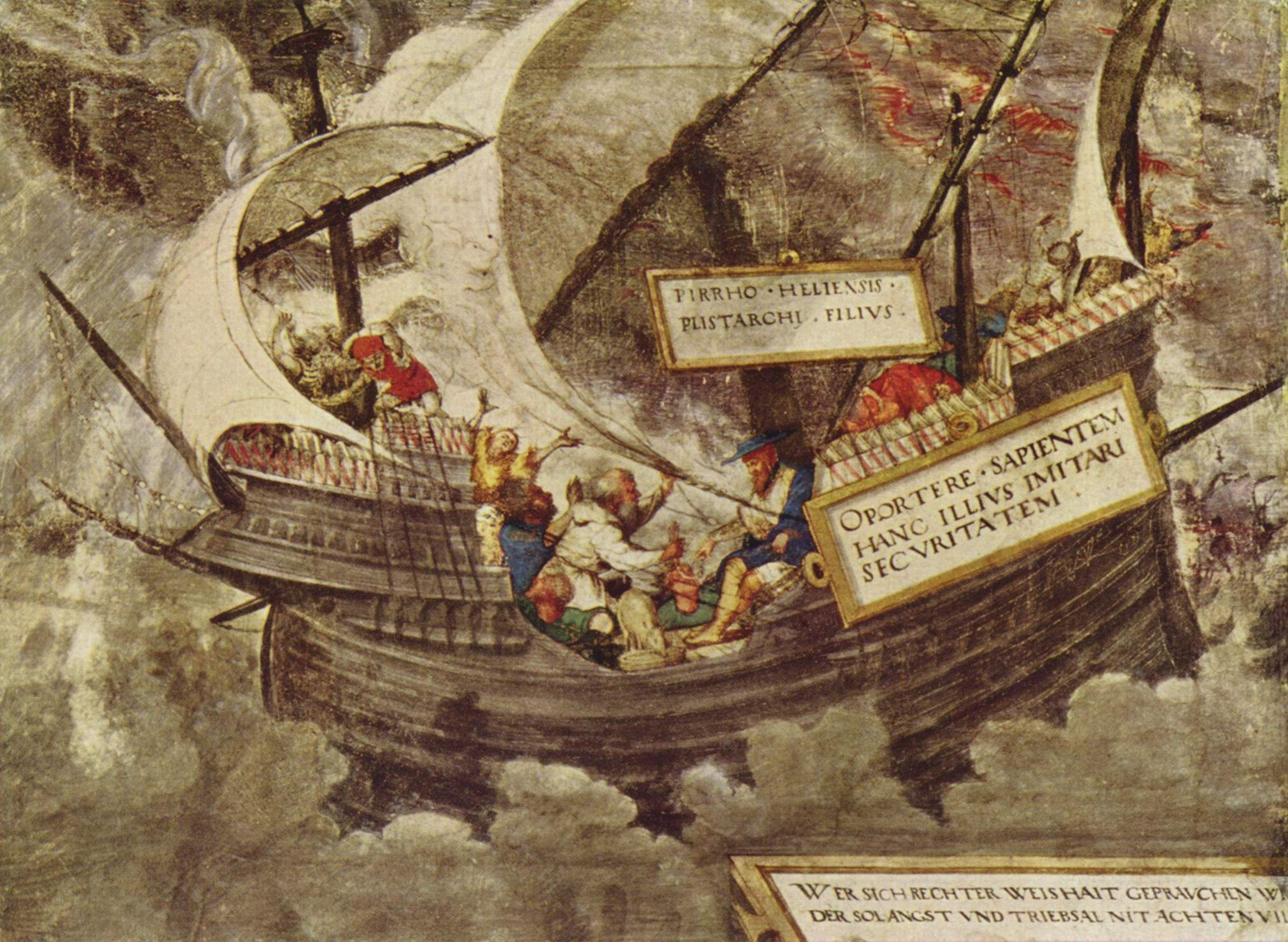
Pyrrhon en bateau dans la tempête, anecdote de Sextus Empiricus, image allemande du XVIe s.

- Pyrrhon d'Élis (-365/-275) fondateur du scepticisme
- Timon de Phlionte (-325/-235)
- Arcésilas de Pitane (-320/-240)
- Carnéade (-210/-130)
- Énésidème (Ier siècle av. J.-C.)
- Agrippa (Ier siècle)
- Sextus Empiricus (IIIe siècle)

###### La Nouvelle Académie
- Philon de Larissa (-160/-80)
- Antiochos d'Ascalon (-130/-68)

###### L'éclectisme
- Ammonios Saccas (175/242) parfois rattaché au néoplatonisme

### Période romaine

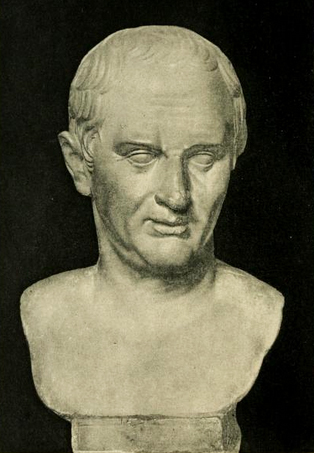
Buste de Cicéron, Musée du Prado, Madrid

#### Cicéron
- Cicéron (-106/-43)

#### Plutarque
- Plutarque (45/120)

#### Le néo-platonisme
- Plotin (205/270) est le créateur de la pensée néoplatonicienne.
- Ammonius Saccas (IIIe siècle), souvent considéré comme le fondateur de l'école néoplatonicienne.

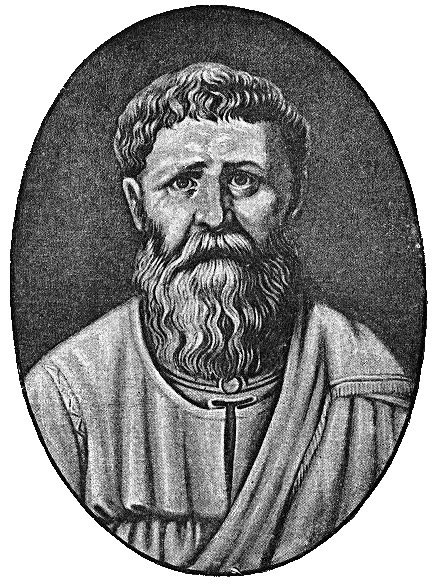
Saint Augustin

- Porphyre (232/304)
- Jamblique (242/327)
- Hypatie (370/415)
- Proclos (411/485)
- Damascius (462/540)
- Simplicius de Cilicie (490/560)

#### Philosophie juive et chrétienne
- Philon d'Alexandrie (-30/+45)
- Clément d'Alexandrie (150/215)
- saint Augustin (354/430)
- Boèce (472-524) (ne pas confondre avec Boèce de Dacie, philosophe du XIIIe siècle)

## En Asie

### La philosophie babylonienne
La philosophie babylonienne prend ses racines dans une sagesse mésopotamienne en avance sur son temps, laquelle incarne certaines philosophies de vie, en particulier la morale. Ces modus vivendi mésopotamiens rejaillissent à travers la religion mésopotamienne ainsi que dans la littérature babylonienne (la dialectique, le dialogue, l'épopée, le folklore, les hymnes, les paroles de chansons, la prose et les proverbes). Ces diverses formes de littérature ont dans un premier temps été classées par les Babyloniens, et leur raisonnement et rationalité (logos) développés au-delà de la simple observation empirique.
Le Manuel des diagnostics médical d'Esagil-kin-apli, rédigé au XIe siècle avant notre ère, fut basé sur un ensemble logique d'axiomes et d'hypothèses, y compris la vision moderne que grâce au contrôle et à un examen des symptômes du patient, il est possible de déterminer sa maladie, l'étiologie de celle-ci, le développement futur et les chances de recouvrement de la santé du patient.
Dès les VIIIe siècle et VIIe siècles avant notre ère, les astronomes babyloniens commencèrent à étudier la philosophie à partir d'un idéal naturel de l'univers, de même qu'ils ébauchèrent une logique interne au sein de leur système prophétique planétaire. Ceci constitue une contribution d'importance à la philosophie des sciences.
Il est possible que la philosophie babylonienne ait eu une influence sur les Grecs, en particulier pendant la période hellénistique. Le texte babylonien Le dialogue du pessimisme contient des similitudes avec la pensée agonistique des Sophistes, la doctrine des contrastes de Héraclite et les dialogues de Platon, et peut également se poser en précurseur de la maïeutique chère à Socrate. À ce propos, Thalès de Milet est connu pour avoir étudié en Mésopotamie.

### La philosophie perse

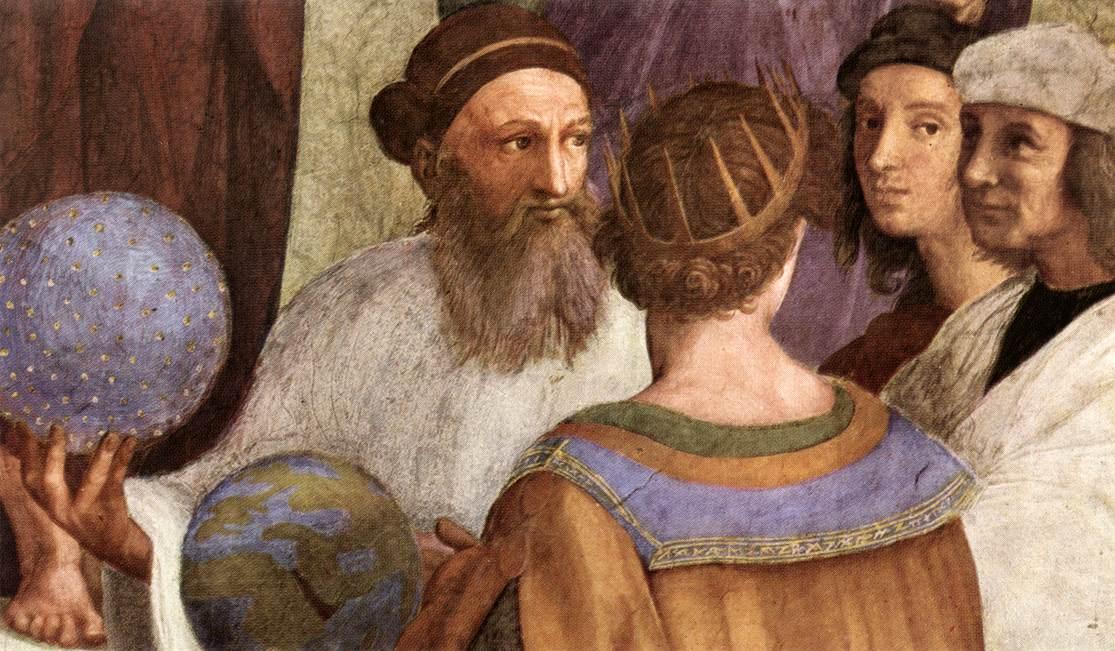
Zoroastre et Ptolémée, détail d'une fresque de Raphaël.

Il existe d'antiques relations entre les Veda indiennes et les Avesta mèdes. Les deux principales familles philosophiques traditionnelles indo-iraniennes étaient déterminées par deux différences fondamentales : dans leurs implications sur la position de l'être humain dans la société et leur vision du rôle de l'homme dans l'univers. La première charte des droits de l'homme par Cyrus II (dit aussi Cyrus le Grand) est vu comme un reflet des questions et pensées exprimées par Zarathoustra, et développées dans les écoles de pensée zoroastriennes.
- Le zoroastrisme dérive du nom de Zoroastre déformé par les Grecs aux dépens du véritable nom, Zarathoustra. Son autre appellation, le mazdéisme, dérive quant à lui du nom du dieu vénéré, Ahura Mazdā. Ce courant de pensée fut fondé au cours du Ier millénaire av. J.-C..
- Le manichéisme est une religion syncrétique apparue au IIe siècle de notre ère, dont le nom provient de son fondateur, Mani.
- Le mazdakisme est un courant religieux fondée au Ve siècle. Il doit son nom à son fondateur, Mazdak.

### La philosophie indienne
La philosophie indienne se classe en deux catégories : les philosophies āstika qui reconnaissent l'autorité des védas et des upanishads qui en sont la conclusion il s'agit des six écoles orthodoxes que sont la Mīmāṃsā, le Nyāya, le Vaiśeṣika, le Vedānta et le Yoga et les philosophies Nastika qui rejettent l'autorité des védas parmi lesquels il y a les Cārvāka, l' ājīvika, le jaïnisme et le bouddhisme.
On peut noter que la philosophie Chârvâka est la première philosophie athée, matérialiste qui ne croyais aux doctrines réligieuses de son époque et qui ne croyais pas aux dieux védiques cela par conséquent les a amené à créer une explication rationnelle du monde fondée sur l'existence de quatre éléments la terre, le feu , l'eau et l'air et qui ne croyais pas à l'au delà. La philosophie Ajivika doctrine était un fatalisme strict : l'âme de chaque créature transmigre selon un principe cosmique impersonnel appelé « niyati » (« destinée ») sans dieu ; le déterminisme et le karma étaient leurs valeurs principales avec l'ascétisme

### La philosophie chinoise
Le confucianisme vient comme son nom l'indique de Confucius, un des plus grands penseurs chinois, qui s'est divisé par la suite en deux écoles.
Le taoïsme a pour fondateur un personnage semi-légendaire Lao Tseu, qui des similitudes avec la pensée indienne comme par l'existence d'un être universel le Tao et le sage devait lui ressembler en se détachant du monde.
L'École des Noms s'intéressait à logique, l'art de déstabiliser leur adversaire par des paradoxes ou même des sophismes en cela ils peuvent être rapprocher des sophistes de la Grèce.

## La philosophie précolombienne

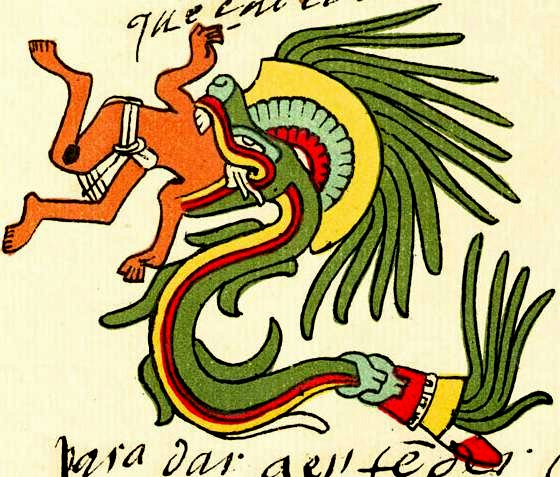
Quetzalcóatl (« Serpent à plumes » en nahuatl) dans le Codex Telleriano-Remensis (XVIe siècle).

Les sociétés précolombiennes sont à consonance animiste, polythéiste et/ou naturaliste, elles conçoivent une quantité de dieux plus ou moins inférieurs dans lesquels on retrouve un attribut de l'Être Universel. On peut mettre en parallèle la conception égyptienne, grecque, romaine, hindou, pour s'apercevoir que ce système était parent avec ceux cités précédemment. Parallèlement au mode de vie inhérent à l'hindouisme, par exemple, on retrouve dans les systèmes précolombiens ce schéma d'une Âme universelle (Brahman en Inde), d'un Tout dans lesquels les hommes sortent et retournent. Cela bien sûr en fonction des différents dieux des nombreuses civilisations en présence.
C'est pourquoi l'on pense également que la théorie des Idées de Platon possède de nombreux points communs avec les modes de pensée précolombiens.
Il n'existe pas non plus de philosophie de l'histoire à proprement parler ; bien qu'avec l'astronomie ils aient acquis la notion de cycle, mais pas avec les mêmes finalités temporelle et historique que les Chinois y mettent.

### Mésoamérique

#### Maya
La civilisation maya s'est étendue dans le temps du IIIe millénaire avant notre ère avant de sombrer au XVIe siècle de notre ère. Avec le peu d'informations qui nous sont parvenues jusqu'à aujourd'hui, il est difficile de conclure à quoi que ce soit de probant concernant une philosophie maya ; en cause les autodafés qui suivirent les conquêtes espagnoles dès 1541, tentant de faire disparaître leur religion.

#### Aztèque
La civilisation aztèque possédait le plus grand empire mésoaméricain qui ait jamais existé, du XIVe au XVIe siècle, jusqu'au débarquement des Espagnols et l'assassinat par ceux-ci du dernier empereur en 1525.
Pour bien marquer la différence entre la conception polythéiste occidentale et celle qui existait chez les Aztèques, on peut s'attarder sur la métropole de Teotihuacán qui, en nahuatl, signifie « le lieu où les hommes deviennent des dieux ». Cette immense cité « n'était autre que l'endroit où le serpent apprenait miraculeusement à voler ; c'est-à-dire où l'individu atteignait la catégorie d'être céleste par l'élévation intérieure ». Cette cité « […] évoque le concept de la divinité humaine ». Pour bien cerner la pensée philosophique des aztèques, il faut comprendre le concept de teotl. Les aztèques avaient développées une école philosophique particulièrement importante, amassant beaucoup plus de textes que les Grecs eux-mêmes. Le teotl est fondamental comme concept car il régit absolument tout l'univers. Le polythéisme est laissé apparent pour les masses à l'instar de l'hindouisme tandis que la vision plus philosophique pour les prêtres. La conception aztèque est originale car elle a une vision panenthéiste du divin,.

### Amérique du Sud

#### Inca
- Incas - Vikidia, l'encyclopédie des 8-13 ans

La philosophie telle qu'on l'entend ne s'applique pas à la civilisation inca, tout comme il est difficile de cerner une philosophie africaine. Le principal culte était voué au soleil, mais pas seulement : les Incas, à l'instar des religions animistes, avaient des divinités nommées huacas (« esprit »), que l'on retrouvait associés à des lieux, des formations naturelles, des arbres… Le soleil étant la clé de voûte du système, on retrouve une certaine parenté avec le polythéisme.

### Sources
- Aristote, Éthique à Nicomaque
- Aristote, La Métaphysique
- Diogène Laërce, Vies, doctrines et sentences des philosophes illustres
- Épicure, Lettres
- Platon, Apologie de Socrate, trad. Luc Brisson, Flammarion, Paris, 1999  (ISBN 2-08-070848-1)
- Platon, La République, trad. George Leroux, Flammarion, Paris, 2002  (ISBN 2-08-070653-5)
- Xénophon, Mémorables, Paris, Les Belles Lettres, 2000,  (ISBN 2-251-00482-3) (BNF 37188232).